# Johannes Chemnitzer
Johannes Chemnitzer (Wildenfels, 1929. március 24. – 2021. november 1.) német politikus. 1963 és 1989 közt a Volkskammer tagja volt. 1989. december 13-án kizárták a Német Szocialista Egységpártból.